# 中南海保鑣
《中南海保鑣》是一部1994年上映的香港動作電影，由元奎執導，陈健忠与陈嘉上编剧，李連杰和鍾麗緹主演。本片獲提名第14屆香港電影金像獎最佳動作設計。

## 剧情
许正阳是中华人民共和国国务院警务处内受过極度严格训练的武警特种部队最強成员，武功極高，思维身手俱異乎常人地敏捷。他的任务就是作为一名保镖，负责国家政要的生命安全。在接受保护一号首长南巡的任务之前，他被派往香港执行一项任务，就是保护一宗凶杀案的证人杨倩儿。
杨倩儿的男朋友是与中国内地有庞大生意来往的富豪宋世昌。由于该凶杀案其它证人已逐一被间接害死，宋世昌便替她聘请保镖保护她直至案件审讯为止。杨倩儿初接触阳便不喜欢他的专制，加上处处被他管束，甚感懊恼，两人相处得并不愉快。
杨倩儿同时亦受到两名香港皇家警察警员梁建波（肥波）和阿强的保护。肥波和阿强好赌。肥波为供儿子到外国留学，暗中留起阿强给他的买马钱，虽然被阿强发现，但亦无损二人的友情。由于案件延迟审讯，许正阳被迫继续留下，杨倩儿坚持要去逛街，众人来到商场，遇上埋伏。许正阳在险境中仍能保护杨倩儿和击退杀手，杨倩儿心生感激、对他印象大改，二人关系跨进一步。
商場風波後，倩儿終能理解正阳的專制是出自於工作上的負責，對正阳態度好轉釋出善意。宋世昌经常忙于打理生意，把杨倩儿冷落；杨倩儿渐渐对许正阳产生一股爱意，多次試探正阳心意，许正阳装作不明白。而正阳對轉化為體貼的倩儿亦悄悄萌生情愫。倩儿個性直爽，在生日當天大胆示爱；正阳基於工作，選擇迴避。许正阳所杀的其中一名杀手为退伍军人，其兄长王建军闻讯后誓要找阳报复。一晚，王建军带同部下闯进杨倩儿之住所，与许正阳展开剧鬥；许正阳替倩儿擋了兩槍，最终擲出步槍刺刀杀死王建军。 
因宋世昌發現楊倩兒對許正陽有好感，許正陽為楊倩兒擋下子彈後宋世昌因此心中留有芥蒂，许正阳负伤回去後留下封信给宋世昌，解釋自己是经过严格训练所以会替杨倩儿挡子弹，其他人自己保护自己是正常反應行為，並要他不要内疚，好好照顾杨倩儿。而後许正阳把自己的雇佣金全部给了肥波，让他给儿子交学费；自己收下了杨倩儿送的自动手表，并将原来的老式发条手表送给了杨倩儿作为两人感情的纪念。

## 演員表
| 演員   | 角色   | 粵語配音           | 備註 |
| 李連杰 | 許正陽 | 朱子聰             | 中共中央辦公廳警衛局特種部隊成員、武警中校警官、中南海保鑣，负責保護國家領導和訪問中国内地的外國國家元首 奉中國内地政府之命令去保護楊倩兒                                                             |
| 鍾麗緹 | 楊倩兒 | 沈小蘭             | 國際學校小學女教師 宋世昌之女友 初與許正陽不和後產生情愫 比利之姨姨 趙國民殺人事件中唯一的證人，其餘證人被趙國民買兇暗殺                                                                              |
| 鄭則仕 | 梁建波 |                    | 皇家香港警察警長 阿強之上級兼同事兼好友，經常一起賭馬 奉英屬香港政府之命令去保護楊倩兒 在商場風波中，被貪玩的比利取下他的配槍，同時掉包成玩具槍，險喪命在王建國（王建軍之弟）之槍下，慶幸有穿上避彈衣 |
| 梁榮忠 | 阿強   | 陳永信             | 皇家香港警察警員 梁建波之下屬兼同事兼好友，經常一起賭馬 奉英屬香港政府之命令去保護楊倩兒，最後被王建軍槍殺而殉職                                                                                      |
| 鄒兆龍 | 王建軍 | 陳 欣              | 终极反派 職業殺手兼恐怖分子 前中國人民解放軍軍人，曾參與中越戰爭戰役 許正陽之天敵 受趙國民收買聘請來香港暗殺楊倩兒並且報弟弟王建國被許正陽殺死之仇；後失敗被許正陽殺掉                                |
| 伍衛國 | 宋世昌 |                    | 富商 在陆港兩地，宋氏家族三代有龐大業務，得到國家領導的欣賞 楊倩兒之男友，但因忙於公事繁忙而冷落她 |
| 黃錦江 | 趙國民 | 陳永信／陳欣(部份) | 犯罪組織頭目 因在遊艇上謀殺合作夥伴被幾個路人包括楊倩兒在內目擊事件，千方百計買兇暗殺所有證人洗脫謀殺罪名                                                                                             |
| 朱威廉 | 比利   | 鄭麗麗             | 小學生 楊倩兒之姨甥 梁建邦和阿強之忘年之交 在商場風波中，因貪玩取下梁建波的配槍，同時掉包成玩具槍，險連累梁建波喪命在王建國（王建軍之弟）之槍下                                                       |
| 黃凱森 | 王建國 |                    | 王建軍的弟弟；被許正陽殺死 |

## 電影歌曲
'不要躲避我的眼睛' / 作曲, 胡偉立；填詞, 林夕；演唱, 王馨平；唱片提供, 寶麗金唱片有限公司. 粵語主題曲.
'請你看著我的眼睛' / 作曲, 胡偉立；填詞, 林夕；演唱, 王馨平；唱片提供, 寶麗金唱片有限公司. 國語主題曲.

## 獎項
| 年份 | 頒獎典禮             | 獎項         | 名單       | 結果 |
| ---- | -------------------- | ------------ | ---------- | ---- |
| 1995 | 第14屆香港電影金像獎 | 最佳動作設計 | 元奎、元德 | 提名 |

## 外部連結
- 香港影庫上《中南海保鑣》的資料（繁體中文）
- 開眼電影網上《中南海保鑣》的資料（繁體中文）
- 豆瓣电影上《中南海保鑣》的資料 （简体中文）
- 时光网上《中南海保鑣》的資料（简体中文）
- AllMovie上《中南海保鑣》的资料（英文）
- 爛番茄上《中南海保鑣》的資料（英文）
- 互联网电影数据库（IMDb）上《中南海保鑣》的资料（英文）